# Schwieberdingen
Schwieberdingen település Németországban, azon belül Baden-Württembergben. Lakosainak száma 11 658 fő (2023. december 31.). Schwieberdingen Markgröningen és Möglingen községekkel határos.

## Népesség
A település népessége az elmúlt években az alábbi módon változott:
| Lakosok száma | 8357 | 11 406 | 11 383 | 11 363 | 11 568 | 11 658 |
|               | 1975 | 2017   | 2019   | 2021   | 2022   | 2023   |